# 3841 Dicicco
3841 Dicicco este un asteroid din centura principală, descoperit pe 4 noiembrie 1983 de Brian Skiff.